# Ciencia culto de cargo
Ciencia de la secta mercancías o ciencia mercancías es un término acuñado por el físico estadounidense Richard Feynman para designar las actividades y publicaciones que reúnen los rasgos externos de las actividades y publicaciones científicas, pero que no siguen un método científico o lo siguen solo para defender o atacar una posición, y no la contraria.
Esta designación surge por comparación con los rituales de los cultos cargo o «cultos del cargamento» de varias islas de Melanesia, en los que los devotos elaboran imitaciones de ciertos elementos característicos de la cultura occidental moderna (radios, aviones o pistas de aterrizaje) a modo de rogativa a los espíritus para que les traigan bienes de manufactura industrial, considerados de origen divino.